# Now You're Gone – The Album
Now You're Gone – The Album studijski je album švedskog glazbenika Basshuntera. Album je 14. srpnja 2008. godine objavila diskografska kuća Hard2Beat.

## Popis pjesama
| Br. | Skladba                                              | Trajanje |
| --- | ---------------------------------------------------- | -------- |
| 1.  | »Now You're Gone« (feat. DJ Mental Theo’s Bazzheadz) | 2:30     |
| 2.  | »All I Ever Wanted«                                  | 2:58     |
| 3.  | »Please Don't Go«                                    | 2:50     |
| 4.  | »I Miss You«                                         | 3:47     |
| 5.  | »Angel in the Night«                                 | 3:23     |
| 6.  | »In Her Eyes«                                        | 3:14     |
| 7.  | »Love You More«                                      | 3:52     |
| 8.  | »Camilla«                                            | 3:16     |
| 9.  | »Dream Girl«                                         | 4:28     |
| 10. | »I Can Walk on Water«                                | 3:46     |
| 11. | »Bass Creator«                                       | 5:02     |
| 12. | »Russia Privjet«                                     | 4:05     |

| 13. | »Boten Anna«                          | 3:29 |
| 14. | »DotA«                                | 3:22 |
| 15. | »Now You're Gone« (Fonzerelli Edit)   | 3:15 |
| 16. | »All I Ever Wanted« (Fonzerelli Edit) | 2:34 |

## Top ljestvice i certifikati
| Ljestvica (2008. – 2009.)                            | Najviša pozicija |
| ---------------------------------------------------- | ---------------- |
| Ujedinjeno Kraljevstvo                               | 1                |
| Novi Zeland                                          | 1                |
| Irska                                                | 2                |
| Europa                                               | 6                |
| Sjedinjene Američke Države (Dance/Electronic Albums) | 14               |
| Austrija                                             | 17               |
| Belgija (Valonija)                                   | 31               |
| Švicarska                                            | 32               |
| Finska                                               | 35               |
| Francuska                                            | 36               |
| Švedska                                              | 38               |
| Poljska                                              | 43               |
| Sjedinjene Američke Države (Heatseekers Albums)      | 45               |

| Država                 | Certifikat | Prodaja |
| ---------------------- | ---------- | ------- |
| Ujedinjeno Kraljevstvo | Platinasti | 376.017 |
| Novi Zeland            | Platinasti | 20.000+ |

## Vanjske poveznice
- Službena web-stranica